# Калленбах, Юзеф
Ю́зеф Калле́нбах (Йозеф Калленбах, пол. Józef Kallenbach; 24 ноября 1861, Каменец-Подольский — 12 сентября 1929, Краков) — историк польской литературы , профессор, доктор  honoris causa Познанского университета. 

## Биография
Родился в Волынской губернии, учился во Львовской гимназии, затем в краковском Ягеллонском университете. Был профессором славянских языков и литератур во Фрайбурге, Варшаве и Вильно; 
член Польской Академии Знаний, загородный член Научного общества во Львове, директор Музея и библиотеки Чарторыйских в Кракове.

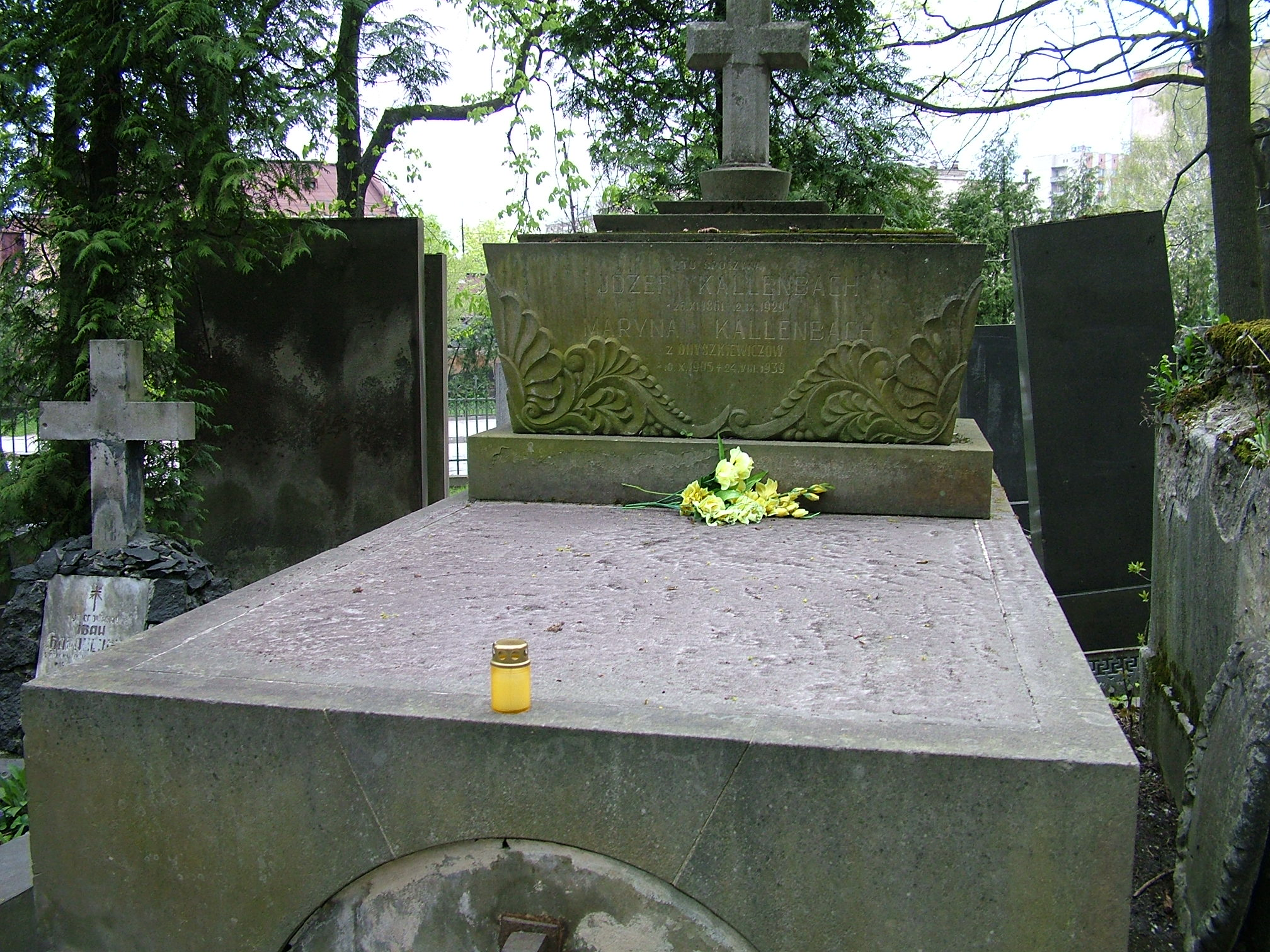
Надгробие на кладбище во Львове

В 1905 работал профессором польской литературы во Львове. Его главные работы о Мицкевиче («Adam Mickiewicz», 1897) и Красинском («Zygmunt Krasiński. Życie i twórczość lat młodych, 1812—1837», 1904). Старой польской литературе посвящены его сочинения: «Filozofia J. Kochanowskiego» (о Яне Кохановском; 1888), «Szymonowicza dramat: Castus Joseph» (1892); «Les humanistes polonais» (1891) и другие.
24 апреля 1929 ему было присвоено звание доктора  honoris causa Познанского университета.
Хотя Калленбах умер в Кракове, он был похоронен на Лычаковском кладбище во Львове, так как считал город, в котором провел всю свою жизнь, родным.